# Kájoni-kódex

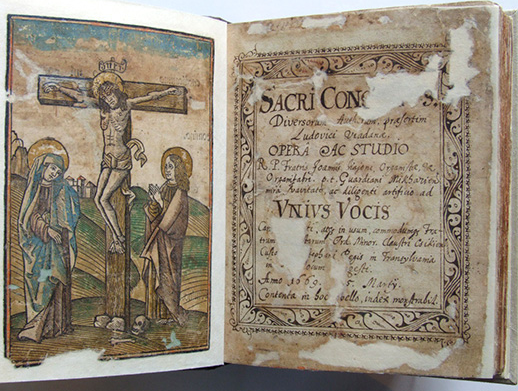
A Kájoni-kódex címlapja

A Kájoni-kódex a 17. századi erdélyi zenetörténet egyik legfontosabb és legértékesebb dokumentuma. Orgonatabulatúra-írással 1634–1671 között készült vegyes tartalmú, kéziratos gyűjtemény. A zenemű több kötegből utólag összefűzött kolligátum.

## Elnevezése
A kézirat a 20. század elejéig Nagy Zenei Gyűjtemény néven volt ismeretes a szakirodalomban. Későbbi elnevezését Kájoni János ferences szerzetesről kapta.

## Története
A 17. században Erdély is bekapcsolódott az európai többszólamú zenei életbe. A hazai zenészek német és itáliai zeneszerzők műveit másolták le és ezen minták szerint alakították ki repertoárjukat. A Kájoni-kódex gazdag gyűjteménye is ennek a módszernek az eredményeként jött létre. Az összeállított anyag betekintést nyújt a korabeli erdélyi értelmiség zenei világába. A gyűjtemény tartalmaz hangszeres és vokális, egyházi és világi műveket, ugyanakkor szép számmal jelen van a magyar, román, szlovák népdal és néptánc is.
A zenemű 1634 és 1671 között keletkezett. Seregély Mátyás 1634-1642 között jegyezte le és használta a kéziratot, 1652-től 1671-ig Kájoni János Mikházán, Csíksomlyón, Gyergyószárhegyen gyűjtötte össze és ő adta a végső formáját is.
A Kájoni-kódex leírási módját és tartalmát tekintve rendkívülien eltérő, lapjain minden rendszer nélkül sorakoznak egymás után a lekülönbözőbb műfajú zenedarabok: motetták, misetételek, egyházzene, barokk hangszeres tételek, nyugat-európai és regionális tánctételek, valamint magyar, német és latin világi énekek. A legterjedelmesebb műfajcsoportot a kevés énekszólamból és hangszeres kísérletből álló, észak-itáliai concertato-motetta képezi.
Seregély Mátyás leginkább Ludovico Viadana motettáiból válogatott, amelyek a műfaj korai korszakát képviselik.
Kájoni János már a néhány évtizeddel későbbi, bonyolultabb concertato-motettákat is felfedezte gyűjteménye számára. A kézirat legnagyobb részét képező egyházi zene, az orgonista Kájoni rendszeres munkáját segítette.
A Kájoni-kódex jelentősége abban áll, hogy a kutatók képet alkothatnak arról a folyamatról, ahogyan a korabeli erdélyi zenészek az európai zene stílusirányzatait, műfajait, a helyi erdélyi sajátosságukkal összhangba hozták.
A kötetet a 17. századtól folyamatosan a csíksomlyói ferences könyvtárban őrizték. A múlt század elején Kolozsvárra került, ahol 1944-ig tartották. A második világháború után nyoma veszett és rejtélyes sorsáról csak 1985-ben szerezhettek tudomást a kutatók.
A csíksomlyói kegytemplom és kolostor ebédlőjének falában elrejtett Kájoni-kódexet 1985. április 11-én találták meg 123 kézirattal és ősnyomtatvánnyal együtt. Ezt a felbecsülhetetlen értékű könyvleletet a Bukaresti Központi Állami Könyvtár laboratóriumában restaurálták a többi Kájoni-kézirattal, az Organo-Missaléval és a Sacri Concentusszal együtt.
A kéziratot, amely egykor a csíksomlyói ferences könyvtár állományához tartozott, jelenleg a Csíki Székely Múzeumban őrzik.

## A kódex írói
A 346 zenedarabból álló összeállításból 213 őrzi a Kájoni kézvonását, 130 Seregélytől származik, a többi ismeretlen.
Az egyetemes műveltségű ferencrendi szerzetes, zeneszerző, orgonista, nyomdaalapító, Kájoni János 1629 végén vagy 1630-ban született a Kolozs megyei Jegenyén. 1648-ban lépett be a ferences rendbe Csíksomlyón, 1655-ben szentelték pappá Nagyszombatban, ahol közelebbről megismerkedett a kor egyházi zenéjével. Maros megyében Mikházán, Csík megyében Csíksomlyón és Gyergyószárhegyen volt házfőnök. Teológiai, történelmi, irodalmi, botanikai tárgyú műveivel nagy mértékben hozzájárult a 17. századi Erdély művelődéséhez. Zenei gyűjteményei az Organo-Missale, a Sacri Concentus, a Kájoni-kódex, a Cantionale Catholicum magas színvonalú zenei műveltségéről tanúskodnak.
Seregély Mátyás Felvidéken végezte tanulmányait, majd egyházi zenészként, tanítóként és kántorként tevékenykedett Erdélyben.

## Tartalma és felosztása
124 motetta, 2 mise, 12 misetétel, 28 helyi használatú litánia, himnusz, Credo, Te Deum, 21 barokk hangszeres darab, 55 nyugat-európai tánc, a vidék 20 népszerű tánca és 12 világi ének.
A kódex kilenc nagy részre osztható:
- Az első rész, melyet Seregély Mátyás írása jellemez 54 egyházi zenei darabot tartalmaz. A Seregély által szabadon hagyott helyet Kájoni János nyolc egyházi darabbal, két egyházi népénekkel és négy világi hangszeres művel töltötte ki.
- A második részben kizárólag Kájoni leírásai találhatók, hét egyházi darab, négy hangszeres darab, valamint egy egyházi vokális-hangszeres kompozíció.
- A harmadik rész Seregély kézírása, amelyben nagy terjedelmű darabokat jegyzett le. Az üres részek lehetővé tették, hogy Kájoni három udvari tánccal és egy misével gazdagítsa a gyűjteményt.
- A negyedik részben csak négy lapon látható Seregély kézírása, a többi anyag Kájonitól származik. Az ő kézírását őrző darabok a következőképpen csoportosíthatók: egyházi darabok, világi hangszeres darabok, udvari táncok és balett.
- Az ötödik rész első felében Seregély kézírása található, a másodikban Kájoni lejegyzései láthatók.
- A hatodik részben Seregély által lejegyzett világi darabok találhatók: balettek, udvari táncok, francia címmel ellátott hangszeres darabok. Ezután Kájoni írásával népies darabok következnek.
- A hetedik részben csak Kájonitól származó bejegyzés található, itt kapott helyet két német zenemű, ugyanakkor egyházi koncertek és misetételek.
- A nyolcadik rész teljes egészében Kájoni kézírása. E részben négy egyházi koncert egy mise található, ugyanakkor Kájoni művei is láthatók az írásmód alapján, itt kapott helyet négy litánia is.
- A kódex utolsó kilencedik része, ugyancsak Kájoni munkája, itt olvasható két magyar nyelvű szöveg. A zeneművek sorában található egy befejezetlen egyházi concerto, öt hangszeres darab, egy népi eredetű világi jellegű, de egyházi hatás alatt álló szerzemény, Kájoni négy saját kompozíciója.

## A zeneművek szerzői
- Orlandus Lassus (1524-1594)
- Andreas Hammerschmidt (1611-1675)
- Jacobus Gallus Handl (1550-1591)
- Ludovico Viadana (1560k.-1627)
- Hieronymus Praetorius (1560-1629)
- Claudio Monteverdi (1567-1643)
- Heinrich Schütz (1585-1629)
- Joannes Spielenberger (1636-1684)
- Johannes Schimbracky (Šimbracký) († 1657)

## Kutatástörténete
A Kájoni-kódexről szóló szakirodalom igen eltérő képet mutat. Az első kutatónemzedéknek, akik még eredetiben tanulmányozhatták a kéziratot, nem sikerült maradandó, tartalomjegyzékkel ellátott munkát készíteniük a szakmai nyilvánosság számára. A kódex eltűnése után a kutatók csak a másodlagos forrásokra hivatkozhattak.
Kájoni zenei munkásságára először Bartalus hívta fel a figyelmet, amikor közzétett néhány tételt az Organo-Missaléból.
1894-ben Rupp Kornél kutatta Kájoni munkásságát Csíksomlyón, a Pallas nagy lexikona számára gyűjtött anyagában a kódexről is említést tett.
Fábó Bertalan az 1908-ban megjelent A magyar népdal zenei fejlődése c. könyvében közölte a kódex néhány táncának szólamát.
Seprődi János, a kolozsvári Református Kollégium tanára először 1903-ban tanulmányozta a kódexet. 1909-ben akadémiai előadást tartott és terjedelmes tanulmányt készített.
Domokos Pál Péter 1929-ben a csíki énekeskönyvek sorában tárgyalta a Kájoni-kódexet.
György József 1930-ban kiadott erdélyi ferences rendtörténetében adatokat idézett a kódex keletkezési idejére és íróira vonatkozóan.
Szabó T. Attila a kéziratos énekeskönyvek között Seprőditől és Domokos Pál Pétertől átvett adatokkal jellemzi a kódexet.
Boros Fortunát Domokos a kódex bejegyzéseiből kiindulva a Kájoni előtti ismeretlen notátorok után kutatott.
Szabolcsi Bence az 1938-ban megjelent A XVII. század világi dallamai c. példatárában adott közre zenei anyagot. Az 1930-as Zenei lexikon „Kájoni” címszavában a kódexet „külföldi eredetű egyházi művek, magyar népi táncdallamok, egyházi és világi énekek” gyűjteményének nevezte.
Papp Géza 1942-ben kutatásainak eredményeként az egyházi népénekeket tette ismertté.
Domokos Pál Péter a korábbi tapasztalatait és fényképfelvételeit felhasználva, Kájoni Cantionale Catholicum c. énekeskönyvéhez merített fontos zenei adalékokat a kódexből.
Az 1945 utáni romániai zenetörténet-írás megkülönböztetett figyelmet fordított a Kájoni-kódex kutatására.

## Mai használata
A piliscsabai Jézus Szíve Templomban minden évben december 24-én, karácsony vigíliáján kájoni szentmisét tartanak, amelyet a Kájoni-kódex ihlet.[forrás?]